# Charles Vandame
Pour les articles homonymes, voir Vandame.
Charles Vandame, né le 4 juin 1928 à Colombes (Hauts-de-Seine), est un prêtre jésuite français. Missionnaire au Tchad, il est archevêque de N'Djamena de 1981 à 2003.

## Biographie
Après des études au lycée Saint-Louis-de-Gonzague à Paris, Charles Vandame entre dans la Compagnie de Jésus le 29 octobre 1947 et est ordonné prêtre le 7 septembre 1960. De 1968 à 1973, il est supérieur régional des jésuites du Tchad. Puis, jusqu'en 1979, provincial des jésuites d'Afrique de l'Ouest. 
Nommé archevêque de N'Djamena le 23 mai 1981, il est consacré le 6 janvier 1982 par le pape Jean-Paul II. Il reçoit le pape lors du voyage du souverain pontife au Tchad en 1990.
Il se retire pour raison d'âge le 31 juillet 2003 et réside au grand séminaire de Sarh, au Tchad.
Il quitte définitivement le Tchad en octobre 2012 et réside à la communauté du noviciat des Jésuites à Bafoussam, au Cameroun.

## Publication
Il a publié un livre La Joie de servir, livre tiré des entretiens avec Benjamin Bamani